# Ficus longecuspidata
Ficus longecuspidata är en mullbärsväxtart som beskrevs av Otto Warburg. Ficus longecuspidata ingår i släktet fikonsläktet, och familjen mullbärsväxter. Inga underarter finns listade i Catalogue of Life.